# Pobla de Mafumet
Pobla de Mafumet (oficialmente en catalán La Pobla de Mafumet) es un municipio y localidad española de la provincia de Tarragona, en la comunidad autónoma de Cataluña. El término municipal, ubicado en la  comarca del Tarragonés, tiene una población de 4115 habitantes (INE 2024).

## Historia
Estuvo poblado durante la ocupación romana gracias a su proximidad con la antigua Tarraco. En el término se encontró un tesoro formado por 200 monedas de bronce del periodo del emperador Claudio que atestiguan la ocupación de la localidad. 
Durante la Reconquista recibió el nombre de Guàrdia de Mafumet y perteneció a la familia de los Montoliu, pasando en el siglo XV a manos de la curia de Tarragona.
Hacia mediados del siglo XIX, el lugar tenía contabilizada una población de 276 habitantes. La localidad aparece descrita en el decimotercer volumen del Diccionario geográfico-estadístico-histórico de España y sus posesiones de Ultramar de Pascual Madoz de la siguiente manera:

POBLA DE MAFUNET: l. cap. de ayunt., que forma con las cuadras de Recasens, Camareria y Vílar en la prov., part. jud. y dióc. de Tarragona (5/4 de hora), aud. terr. y c. g. de Barcelona. sit. al NO. de la cap., con buena ventilacion y clima sano; las enfermedades comunes, son fiebres gástricas y de carácter inflamatorio, producidas tal vez por el escesivo uso del vino. Tiene 70 casas; una igl. parr. (San Juan Bautista), aneja de la de Secuita, servida por un vicario amovible; el cementerio está próximo á ella, dentro de la pobl. El térm. confina N. Morell; E. Puigdelfí; S. Perafort, y O. Selva. El terreno es llano, con plantío de viñas y huertas, y una parte de tierras de pan llevar. prod.: granos, aceite, legumbres; pero su principal cosecha es de vino, que se gradúa en 500 cargas; cria el ganado de labor, y alguna caza. pobl.: 70 vec., 276 alm. cap. prod.: 1.179,229. imp.: 37.805.
(Madoz, 1849, p. 89)

## Geografía humana

### Demografía
Cuenta con una población de 4115 habitantes (INE 2024).
| Gráfica de evolución demográfica de La Pobla de Mafumet entre 1842 y 2021 |
| |
| Población de derecho según los censos de población del INE Población de hecho según los censos de población del INEEn estos censos se denominaba Pobla de Mafumet: 1842, 1857, 1860, 1877, 1887, 1897, 1900, 1910, 1920, 1930, 1940, 1950, 1960, 1970 y 1981 |

### Economía

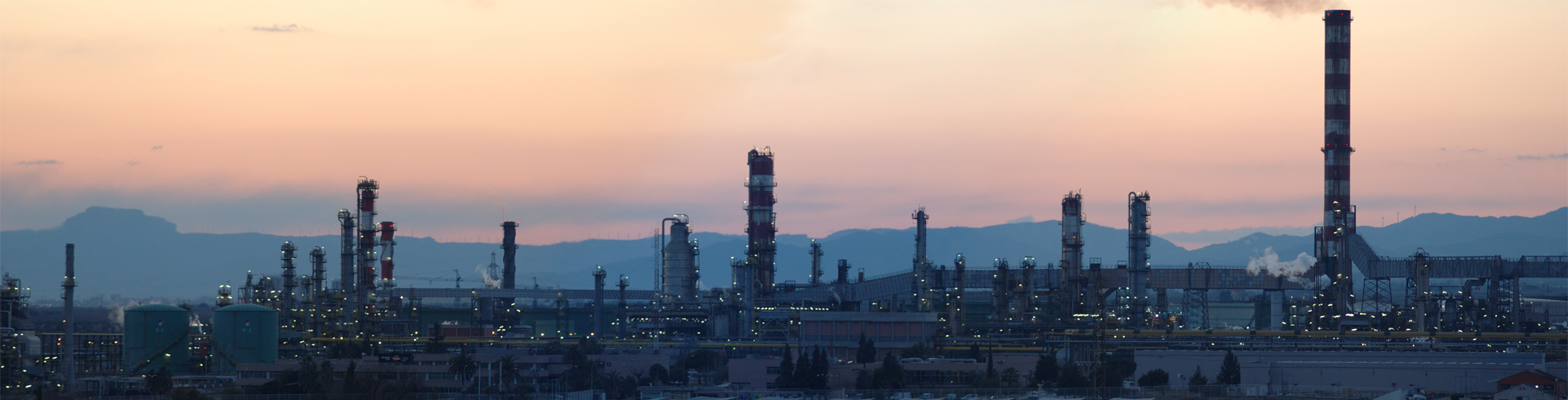
Vista de la refinería

Tradicionalmente, la base de la economía del municipio ha sido la agricultura, destacando los cultivos de viña, olivos, cereales y avellanos. A partir de la década de 1970 se instalaron en el municipio diversas industrias que redujeron el número de tierras dedicadas al cultivo.
La refinería instalada en 1974 y otras industrias dependientes de la misma son, desde entonces, la base del empleo de los habitantes de la Pobla.

## Patrimonio

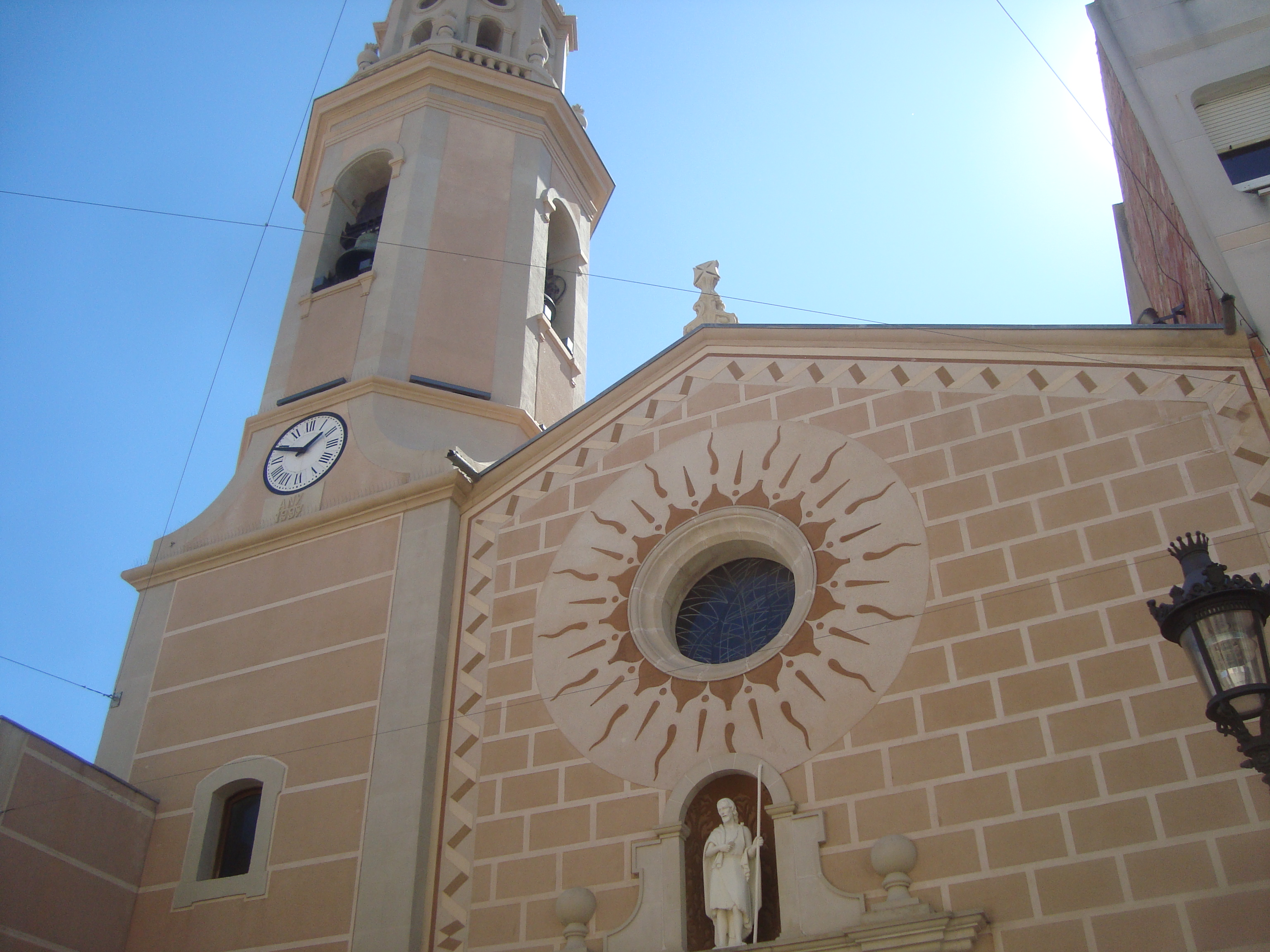
Iglesia de San Juan Bautista

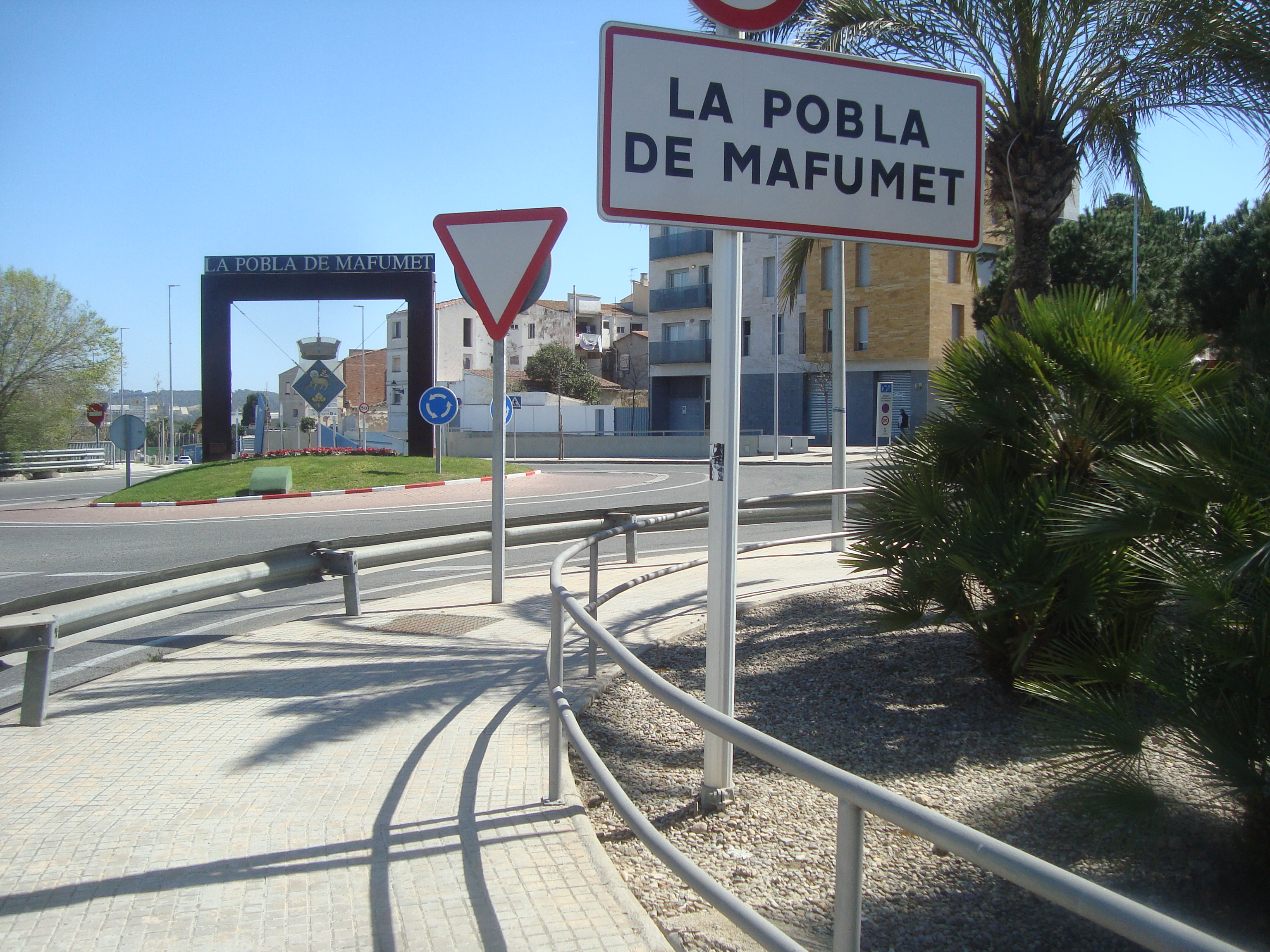
Entrada al pueblo.

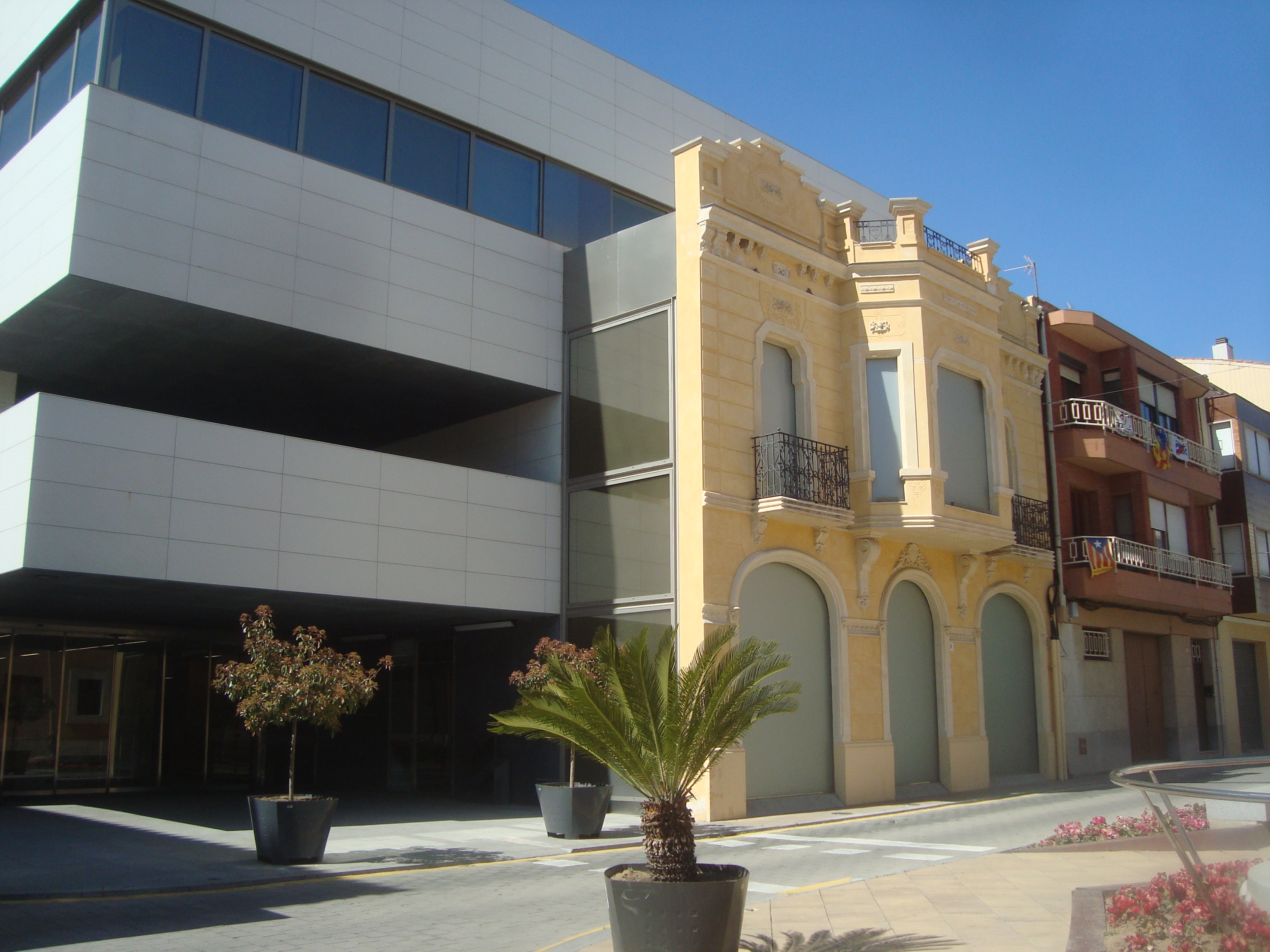
Vista urbana.

En la localidad hay una iglesia parroquial bajo la advocación de San Juan Bautista. En su interior se conserva una talla románica del XIII de la Mare de Déu del Lledó, trasladada al templo en 1801 al derruirse la ermita de San Juan en la que la imagen se encontraba. La talla, de 55 centímetros, muestra a la Virgen María con un manto sobre el que descansan sus cabellos peinados en trenza.

## Fiestas y tradiciones
Pobla de Mafumet celebra su fiesta mayor en el mes de junio, coincidiendo con la festividad de San Juan (24 de junio). En el mes de febrero (2 de febrero) se celebran las fiestas en honor a la Mare de Déu del Lledó, patrona del municipio.
Otras fiestas importantes son:
Festa del romesco
Es una fiesta-concurso donde los concursantes tienen que demostrar sus aptitudes culinarias en la realización del plato típico de la comarca del Tarragonés, llamado romesco. Es un plato de tipo "suquet", que tiene como base el rape y una salsa ("la picada"). Ésta se elabora a partir de avellanas o almendras, ajo, tomate y pimentón de romesco.
Paella popular
Se celebra en el mes de septiembre. Congrega a multitud de residentes y no residentes.
Festa de l'oli
Se degusta el aceite nuevo. Colabora la Cooperativa Agrícola de San Isidro.

## Personas notables
- Juan Vizcaíno, futbolista internacional.